# 博略 (伊泽尔省)
博略（法語：Beaulieu，法語發音：[boljø] ⓘ）是法国伊泽尔省的一个市镇，属于格勒诺布尔区。

## 地理
博略（45°11'33"N, 5°23'32"E）面积8.79 平方千米，位于法国奥弗涅-罗讷-阿尔卑斯大区伊泽尔省，该省份为法国东南部内陆省份，北起顺时针与安省、萨瓦省、上阿尔卑斯省、德龙省、阿尔代什省、卢瓦尔省和罗讷省。
与博略接壤的市镇（或旧市镇、城区）包括：圣韦朗、泰什、维奈、科年莱戈尔日、伊泽龙。

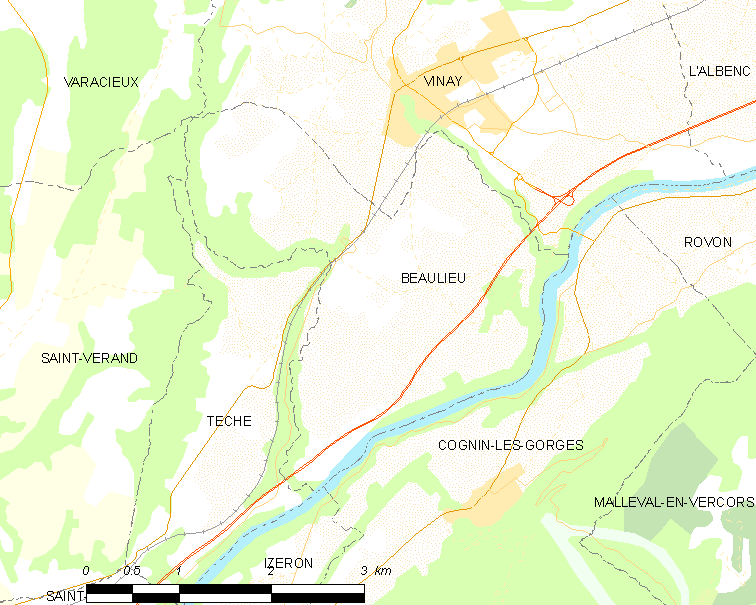
的OSM定位图

博略的时区为UTC+01:00、UTC+02:00（夏令时）。

## 行政
博略的邮政编码为38470，INSEE市镇编码为38033。

## 政治
博略所属的省级选区为南格雷西沃当县。

## 人口

1962-2008年间人口变化图示

博略于2022年1月1日时的人口数量为630人。